# 三星Galaxy A8s
三星Galaxy A8s（英語：Samsung Galaxy A8s），南韓稱Samsung Galaxy A9 Pro (2019)，是三星电子制造，於2019年1月推出的智慧型手機。這部手機運行基於Android 8.0 Oreo（更新至Android 10）的 Samsung Experience（更新至One UI ）用戶介面。Galaxy A8s 使用了三個後置鏡頭。Galaxy A8s採用 TFT-LCD display，19.5:9比例，SOC為高通驍龍  710，6GB RAM和128GB內部儲存空間，电池3400mAh，支援USB Type C快速充電，取消了3.5mm耳機孔，也不支援Always on Display功能。
Galaxy A8s 也是三星首款使用Infinity - O螢幕的手機。